# Eddy Serri
Eddy Serri (né le 23 novembre 1974 à Faenza, dans la province de Ravenne en Émilie-Romagne) est un coureur cycliste italien.

## Biographie
Eddy Serri commence sa carrière professionnelle en 2000 dans l'équipe Alexia Alluminio. Il signe son premier succès en 2003 au Ster Elektrotoer avec la Mercatone Uno. Celle-ci disparaissant en fin de saison, il s'engage avec l'équipe Barloworld. Il y passe deux saisons sans remporter de course. Il renoue avec le succès avec la formation polonaise Miche en gagnant le Tour de Romagne en 2007 et le Giro del Mendrisiotto en 2008.

## Palmarès sur route

### Palmarès amateur
- 1996
  - 1re étape du Girobio
- 1997
  - Coppa d'Oro Città di Pesaro
- 1998
  - Circuito di Tuoro
  - 3e du Circuit de Cesa
- 1999
  - Targa Crocifisso

### Palmarès professionnel
- 2000
  - Gran Premio Città di Rio Saliceto e Correggio
- 2003
  - 2e étape du Ster Elektrotoer
  - 2e du Tour de Romagne
  - 3e du Trophée de la ville de Castelfidardo
- 2006
  - 3e du Trophée de la ville de Castelfidardo
- 2007
  - Tour de Romagne
- 2008
  - Giro del Mendrisiotto

### Résultats sur les grands tours

#### Tour d'Italie
2 participations
- 2001 : 134e
- 2002 : 140e

#### Tour d'Espagne
1 participation
- 2002 : 95e

### Classements mondiaux
| Année           | 2005 | 2006 | 2007 | 2008 |
| --------------- | ---- | ---- | ---- | ---- |
| UCI Europe Tour | 475e | 487e | 187e | 371e |

## Palmarès sur piste

### Championnats nationaux
- 1994
  -  Champion d'Italie de poursuite par équipes (avec Adler Capelli, Gianni Patuelli et Davide Taroni)
- 1996
  -  Champion d'Italie de poursuite par équipes (avec Adler Capelli, Gianmarco Agostini et Roger Piana)